# ひなたGIS
ひなたGISは、統計WebGISサービスの1つである。宮崎県総合政策部情報政策課の職員である落合謙次により開発され、宮崎県が運用している。

## 機能
ひなたGISは、RESASのAPI機能を利用している。しかし、この他のAPIも利用可能で、例えば地理院タイルを利用して地理院地図を表示させたり、e-statのAPIを用いて統計データを地図化したり、オープンデータを表示させたりすることができる。また、地図上でそれらのデータを重ね合わせて表示することができる。
地方公共団体が開発したWebGISでありながら、日本全国を対象地域としている。宮崎県外との比較を行えることで宮崎県内の実情を把握できるように考慮されている。

## 使用方法
背景地図は、画面右上にある「背景」をクリックすることで選択できる。この機能はひなたGISで利用が最も多い機能である。また、背景地図の透過設定や重ねる順番を変更することもできる。
また、画面左上にある「data」をクリックすることで、表示させるデータを選択できる。
統計データは、画面左上の「統計」をクリックすることで選択できる。e-statとRESASのデータが使用できる。

## 経緯
ひなたGISの開発は2016年（平成28年）から開始された。一職員が多種多量のデータのよりよい表現方法を検討するなかでGISに着目し、個人的に開発を進めていった。
2017年（平成29年）3月に、第1回RESASアプリコンテストで最優秀賞に選出された。その後、2017年5月に公式アプリケーションとして公開された。

## 評価
青木和人は、オープンソースソフトウェアやAPIの活用により開発費用を抑えられたこと、宮崎県職員自身で維持管理していたため迅速な更新ができたことから、地方公共団体のGISにおいて先駆的な取り組みであったと言及している。
高等学校教諭の麻田典生は、操作が簡便で、かつ地形図や空中写真の閲覧と統計データの可視化が可能であるひなたGISは、多数の情報をもとに地理学的に考察するうえで有用と言及している。